# Thwaite
Thwaite est un village et une paroisse civile du Suffolk, en Angleterre.